# Nātamuṉi

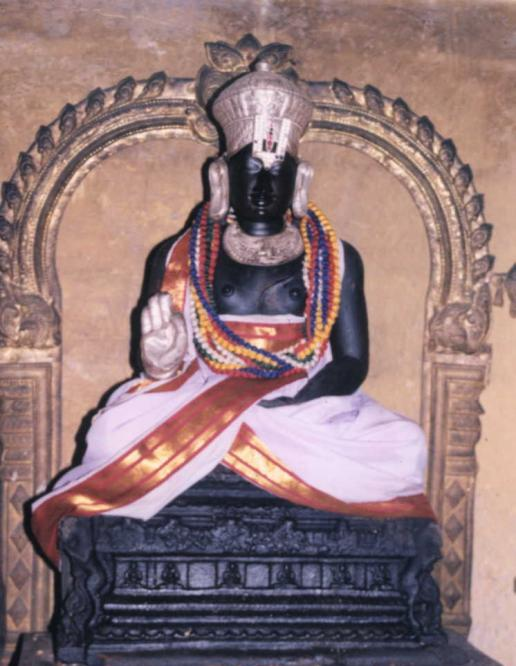
Nātamuṉi in un'immagine devozionale moderna. Il gesto dello āsāri è il "gesto di incoraggiamento", nel senso di invitare il devoto ad avvicinarsi, manifestato con il palmo della mano aperto (sanscrito: abhayamudrā).

Nātamuṉi (in caratteri tamiḻ: நாதமுனிகள்; in sanscrito: Nāthamuni), è stato un brahmano nato a Vīranārāyaṇapuram, nel territorio dei Cola, all'inizio del X sec., probabile compilatore/riordinatore dello Nālāyirativviyappirapantam, una raccolta di antiche opere poetiche in lingua tamiḻ proprie dei mistici detti Āḻvār vissuti tra il VI e il IX secolo e fino ad allora appartenenti alla cultura orale locale. Nātamuṉi è anche considerato il primo ācārya (āsāri) del sampradāya viṣṇuita detto "Śrī Vaiṣṇava". 
Brahmano officiante nel tempio di Maṉṉaṉār (Viṣṇu) a Vīranārāyaṇapuram, secondo la tradizione Nātamuṉi avrebbe ascoltato da alcuni devoti viṣṇuiti, giunti da Ovest nel suo tempio, cantare un inno dell'āḻvār Nammāḻvār  restandone profondamente colpito.
I devoti viṣṇuiti non seppero tuttavia precisare al brahmano di Vīranārāyaṇapuram l'origine di questo canto in quanto lo avevano a loro volta ascoltato da dei brahmani del tempio di Kuṭantai. Volendo conoscere meglio l'opera, Nātamuṉi si recò prima al tempio di Kuṭantai, dove scoprì, tuttavia, che lì era conservato il ricordo di quell'unico inno, si recò quindi a Kurukūr, la città del mistico Nammāḻvār, nella speranza di scoprire altre composizioni di questo āḻvār.
Giunto a Kurukūr, Nātamuṉi incontrò il discepolo di Maturakavi (a sua volta allievo dello stesso Nammāḻvār), Parāṅkuśadāsa, che gli insegnò il solo Kaṇṇinuṇciṟuttāmpu, indicandolo come un inno di Nammāḻvār e invitandolo a recitarlo devotamente per dodicimila volte.
Nātamuṉi seguì l'invito alla recitazione meditativa del Kaṇṇinuṇciṟuttāmpu, entrando in un profondo stato estatico in cui gli apparve lo stesso Nammāḻvār il quale gli rivelò le opere raccolte nello Nālāyirativviyappirapantam, introducendolo quindi alle dottrine proprie dello Śrī Vaiṣṇava- sampradāya.
Nātamuṉi si trattenne nel tempio di Kurukūr fino a che Viṣṇu, il Bhagavat, Dio, la Persona suprema, gli apparve in sogno ordinandogli di tornare al suo tempio di Vīranārāyaṇapuram, e lì comporre la musica di accompagnamento agli inni dello Nālāyirativviyappirapantam, e quindi di diffonderne i contenuti religiosi.